# (3854) George
(3854) George es un asteroide que forma parte del grupo de los asteroides que cruzan la órbita de Marte y fue descubierto por Carolyn Jean S. Shoemaker el 13 de marzo de 1983 desde el observatorio del Monte Palomar, Estados Unidos.

## Designación y nombre
George fue designado al principio como 1983 EA.
Más tarde, en 1989, se nombró en honor de George Estel Shoemaker (1904-1960), suegro de la descubridora.

## Características orbitales
George está situado a una distancia media de 1,892 ua del Sol, pudiendo alejarse hasta 2,146 ua y acercarse hasta 1,639 ua. Tiene una inclinación orbital de 24,21 grados y una excentricidad de 0,1341. Emplea 950,7 días en completar una órbita alrededor del Sol.
George pertenece al grupo asteroidal de Hungaria.

## Características físicas
La magnitud absoluta de George es 14 y el periodo de rotación de 3,34 horas.